# Fretboor

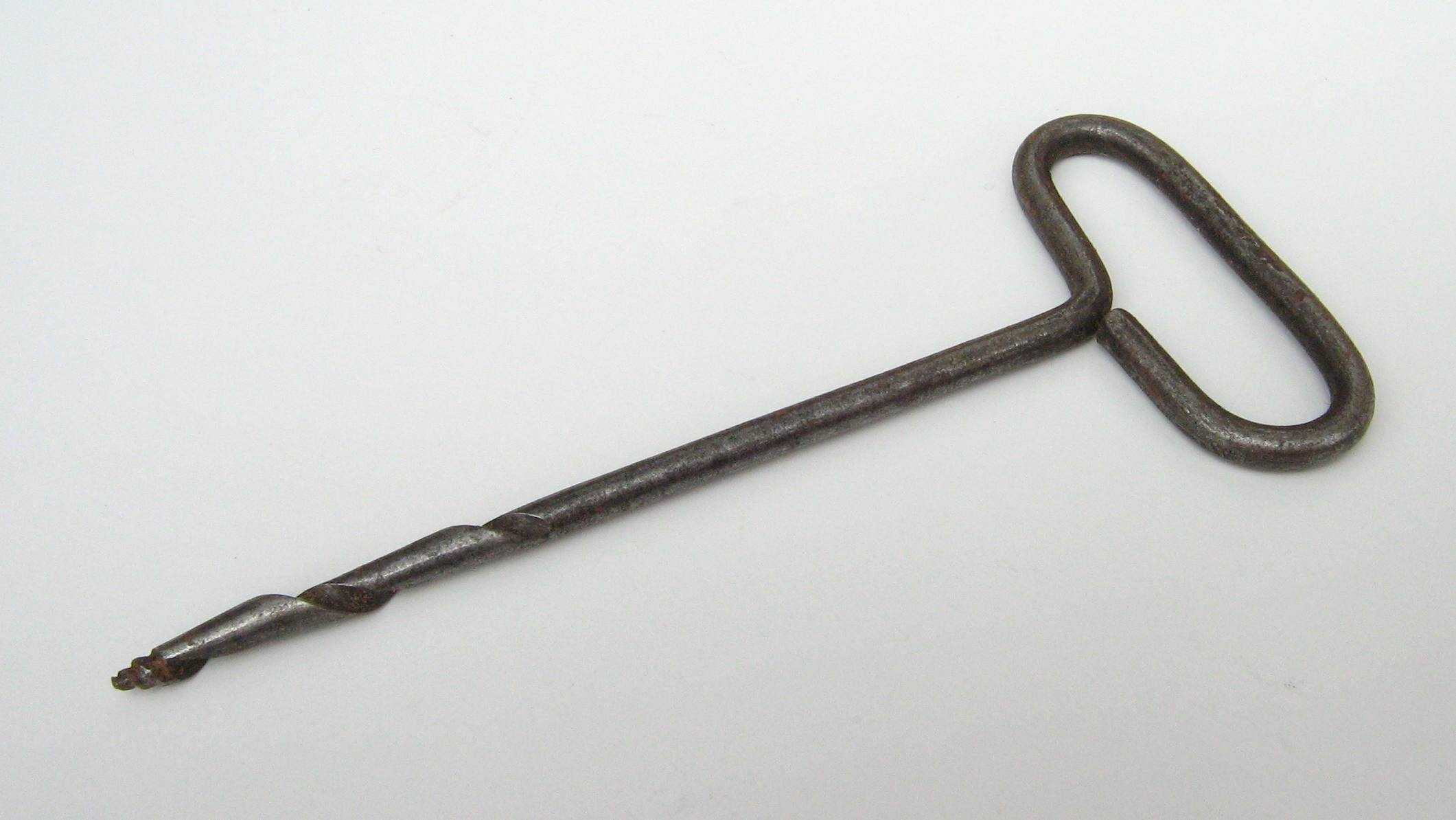
Fretboor

Een fretboortje is een klein boortje dat gebruikt wordt om gaatjes wat voor te boren, om houtschroeven beter in het hout te kunnen draaien. Het boortje heeft een kegelvormige schroefpunt die afwisselend links- en rechtsom wordt gedraaid. Voordat de houtschroeven er ingaan, moet het fretboortje nog een keer naar rechts gedraaid worden. Aldus zal de schroef de nerf van het hout goed volgen.